# لکی پایین
لکی پایین (به لاتین: Aşağı Ləki) یک منطقه مسکونی در جمهوری آذربایجان است که در شهرستان آق‌داش واقع شده است. لکی پایین ۲۳۳۹ نفر جمعیت دارد.